# 迪特维莱尔
迪特维莱尔（法語：Dietwiller，法語發音：[ditvilɛʁ] ⓘ）是法国上莱茵省的一个市镇，属于米卢斯区。 

## 地理
迪特维莱尔（47°41'29"N, 7°24'5"E）面积11.06 平方千米，位于法国大東部大區上莱茵省，该省份为法国东部内陆省份，是阿尔萨斯的一部分，今与下莱茵省组成了阿尔萨斯欧洲集体，其北临下莱茵省，西接孚日省，西南接贝尔福地区省，东侧沿莱茵河与德国相望，南与瑞士接壤。
与迪特维莱尔接壤的市镇（或旧市镇、城区）包括：埃申茨维莱尔、翁堡、尼费尔、什利尔巴克、朗德塞、凯姆斯、阿布赛姆。
迪特维莱尔的时区为UTC+01:00、UTC+02:00（夏令时）。

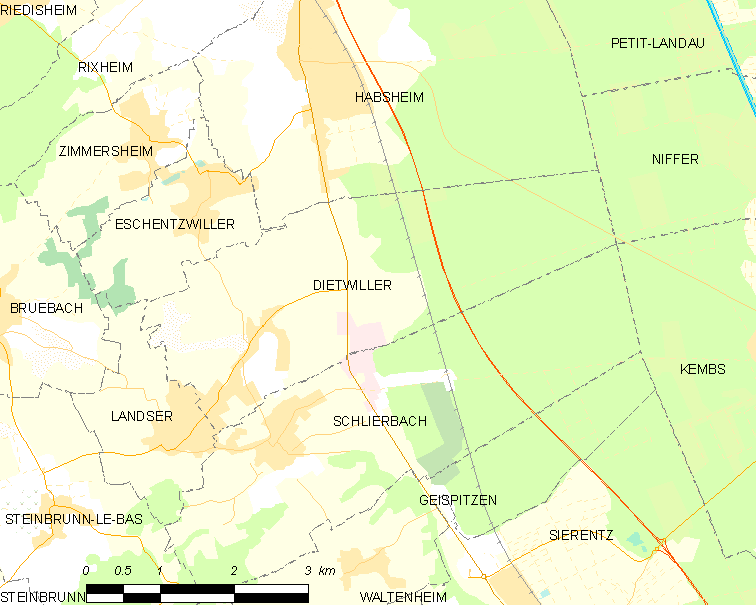
迪特维莱尔的OSM定位图

## 行政
迪特维莱尔的邮政编码为68440，INSEE市镇编码为68072。

## 政治
迪特维莱尔所属的省级选区为布伦什塔特县。

## 人口

1962-2008年间迪特维莱尔人口变化图示

迪特维莱尔于2022年1月1日时的人口数量为1399人。